# Corymbia tessellaris
Corymbia tessellaris ist eine Pflanzenart innerhalb der Familie der Myrtengewächse (Myrtaceae). Sie kommt an der Ostküste Australiens, vom nordöstlichen New South Wales bis zur Nordspitze von Queensland und im westlich angrenzenden Tafelland sowie an der Südküste von Papua-Neuguinea vor und wird dort „Carbeen“ oder „Moreton Bay Ash“ genannt.

## Beschreibung

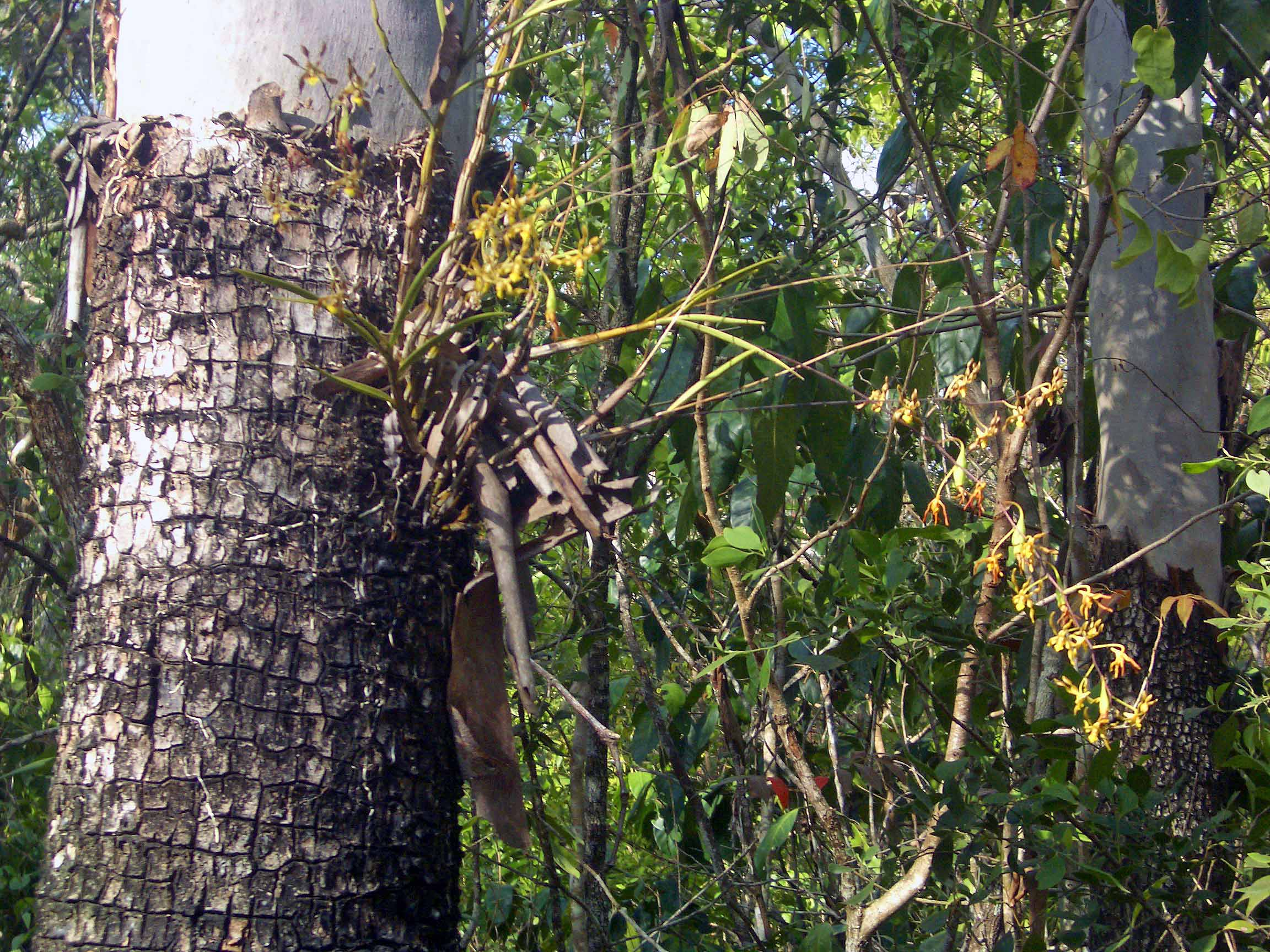
Stamm und Borke, mit Cepobaculum semifuscum

### Erscheinungsbild und Blatt
Corymbia tessellaris wächst als Baum, der Wuchshöhen bis 30 Meter erreicht. Die Borke verbleibt am unteren Teil des Stammes oder auch am gesamten Stamm, ist schachbrettartig und matt oder glänzend grau bis grau-schwarz. An den oberen Teilen des Baumes ist sie weiß oder grau und schält sich in kurzen Streifen oder kleinen, mehreckigen Flicken. Die kleinen Zweige besitzen eine grüne Rinde. Im Mark sind Öldrüsen vorhanden, in der Borke nicht. Der Stammdurchmesser erreicht über 1,2 Meter, selten bis über 1,8 Meter.
Bei Corymbia tessellaris liegt Heterophyllie vor. Die Laubblätter sind immer in Blattstiel und -spreite gegliedert. Die Blattspreite an jungen Exemplaren ist lanzettlich bis eiförmig oder auch linealisch bis schmal-lanzettlich, glänzend grün und besitzt steife Drüsenhaare. An mittelalten Exemplaren ist die Blattspreite bei einer Länge von etwa 24 cm und einer Breite von etwa 0,5 cm linealisch bis schmal-lanzettlich, gerade, ganzrandig und glänzend grün. Der Blattstiel an erwachsenen Exemplaren ist bei einer Länge von 5 bis 10 mm schmal abgeflacht oder kanalförmig. Die Blattspreite an erwachsenen Exemplaren kann dünn bis relativ dick sein, ist bei einer Länge von 8 bis 18 cm und einer Breite von 1,0 bis 1,8 cm linealisch bis schmal-lanzettlich, gerade, mit sich verjüngender Spreitenbasis und bespitztem oberen Ende. Ihre Blattober- und -unterseite ist gleichmäßig matt grün bis grau-grün. Die kaum erkennbaren Seitennerven gehen in geringen Abständen in einem stumpfen Winkel vom Mittelnerv ab. Auf jeder Blatthälfte gibt es einen ausgeprägten, durchgängigen, sogenannten Intramarginalnerv; er verläuft in geringem Abstand am Blattrand entlang. Die Keimblätter (Kotyledonen) sind fast kreisförmig.

### Blütenstand und Blüte
Auf einem bei einer Länge von 5 bis 7 mm im Querschnitt stielrunden Blütenstandsschaft steht ein zusammengesetzter Blütenstand, der aus doldigen Teilblütenständen mit jeweils ein bis sieben Blüten besteht, die unregelmäßig angeordnet sind. Der Blütenstiel ist bei einer Länge von 2 bis 3 mm im Querschnitt stielrund.
Die nicht blaugrün bemehlt oder bereifte Blütenknospe ist bei einer Länge von 4 bis 6 mm und einem Durchmesser von 3 bis 4 mm birnen- oder keulenförmig. Die Kelchblätter bilden eine Calyptra, die früh abfällt. Die glatte Calyptra ist kniescheibenförmig, kürzer als der glatte Blütenbecher (Hypanthium) und so breit wie dieser. Die Blüten sind weiß oder cremefarben.

### Frucht und Samen
Die gestielte Frucht ist bei einer Länge von 8 bis 11 mm und einem Durchmesser von 6 bis 8 mm zylindrisch oder eiförmig, gelegentlich auch urnenförmig und dreifächerig. Der Diskus ist eingedrückt, die Fruchtfächer sind eingeschlossen.
Der regelmäßige und abgeflachte, kniescheiben- oder eiförmige Samen besitzt eine netzartige, matte bis seidenmatte, rote oder rotbraune Samenschale. Das Hilum befindet sich am oberen Ende des Samens.

## Vorkommen
Das natürliche Verbreitungsgebiet von Corymbia tessellaris ist die Ostküste Australiens vom Nordosten von New South Wales bis zum Kap York in Queensland, sowie das westlich daran angrenzende Tafelland und die Südküste von Papua-Neuguinea.
Corymbia tessellaris gedeiht stellenweise häufig im lichten Wald auf tiefen, mäßig bis sehr fruchtbaren Böden.

## Taxonomie
Die Erstbeschreibung erfolgte 1859 durch Ferdinand von Mueller unter dem Namen (Basionym) Eucalyptus tessellaris F.Muell. und dem Titel Monograph of the Eucalypti of tropical Australia im Journal of the Proceedings of the Linnean Society, Botany, Volume 3, S. 88. Das Typusmaterial weist die Beschriftung In graminosis tam collium quam plantierum praesertim arenoso-argillaceorum a parte austro-orientali sinus Carpentaria usque ad sinum Moreton Bay. Anth. Nov., Dec. auf. Die Neukombination zu Corymbia tessellaris (F.Muell.) K.D.Hill & L.A.S.Johnson erfolgte 1995 unter dem Titel Systematic studies in the eucalypts. 7. A revision of the bloodwoods, genus Corymbia (Myrtaceae) in Telopea, Volume 6 (2–3), S. 402. Das Artepitheton tessellaris stammt aus dem Lateinischen und weist auf die schachbrettartige Struktur der Borke hin. Weitere Synonyme für Corymbia tessellaris (F.Muell.) K.D.Hill & L.A.S.Johnson sind Eucalyptus tessellaris F.Muell. var. tessellaris, Eucalyptus hookeri F.Muell. und Eucalyptus viminalis Hook. nom. illeg.
Intergradationen oder Hybriden von Corymbia tessellaris × Corymbia confertifloria, von Corymbia tessellaris × Corymbia torelliana, von Corymbia tessellaris × Corymbia peltata und von Corymbia tessellaris × Corymbia leichhardtii sind bekannt, solche von Corymbia tessellaris × Corymbia blakei werden vermutet.

## Nutzung
Das Kernholz von Corymbia tessellaris ist mittel- bis dunkelbraun und besitzt ein spezifisches Gewicht von etwa 1040 kg/m³. Es wird als Bau- und Möbelholz eingesetzt und dient beispielsweise im Wagenbau und zur Herstellung von Eisenbahnschwellen, Fußböden, Verkleidungen und Zäunen.